# Mondo Dingo
Mondo Dingo (puis Sexy Dingo) est une émission de télévision humoristique française présentée et produite par Stéphane Collaro diffusée du 20 septembre 1987 au 26 juin 1988 sur La Cinq, puis à partir de 25 septembre 1988 jusqu'en décembre 1992 sur TF1. À partir du 15 janvier 1993,, l'émission devient Sexy Dingo présentée par Alexandra Lorska puis Marie Chevalier, et diffusée à 23h25. Le programme alternera alors sketchs et extraits d'émissions érotiques.

## Historique
L'émission est au départ programmée chaque dimanche à 16h40 dans Dimanche 5, un bloc de programmes conçu pour concurrencer Dimanche Martin. Elle est déplacée à 19h10, dès le 10 janvier 1988. Puis tout l'été à 17h10, dès le 12 juin 1988 sur La Cinq. Enfin à partir de 25 septembre 1988 sur TF1.

## Principe de l'émission
Cette émission est un florilège d'émissions humoristiques provenant de 17 pays du monde (Espagne, Italie, Allemagne, Belgique, Canada, États-Unis...).
Elle est présentée par Stéphane Collaro avec les Coco-girls (Natty Tardivel, Fenella Masse Mathews, Fabienne...), et les stagiaires extraterrestres, Guimauve et Maxirose.

### Marionnettes
- Guimauve et Maxirose (Mondo Dingo, 1987-1992)
- Bébert et Bobby (Sexy Dingo, 1993)

### Émissions diffusées dansMondo Dingo

#### Les séries françaises
- Collaro Show

#### Les séries belges
- Tatayet Show
- Zygomaticorama

#### Les séries britanniques
- Not the Nine O'Clock News
- Three of a kind
- Alas Smith & Jones
- Three of a Kind
- Nuts
- Naked Video
- Candid Camera

#### Les séries allemandes
- Non Stop Nonsense
- Didi Show

#### Les séries québécoises
- Les Insolences d'une caméra

#### Les séries espagnoles
- Ni en vivo ni en directo
- Vidrem i sopar

#### Les séries italiennes
- Drive-in (en)

### Émissions diffusées dansSexy Dingo

#### Les séries belges
- Naked Video
- Just Kidding
- Electric Blue

#### Les séries britanniques
- Assaulted Nuts

#### Les séries allemandes
- Erotic Clip

#### Les séries suisses
- Sandwich (TSI, 1984)

#### Les séries italiennes
- Drive-in (en)